# Seleção Mexicana de Voleibol Feminino
A Seleção Mexicana de Voleibol Feminino representa o México em competições internacionais. Seus maiores feitos foram conquistados nas décadas de 50, 60 e 70. Atualmente a país possui uma enorme dificuldade em poder competir em nível até mesmo continental.